# Senots

Senots este o comună în departamentul Oise, Franța. În 1 ianuarie 2022 avea o populație de 351 de locuitori.